# Religione civile americana

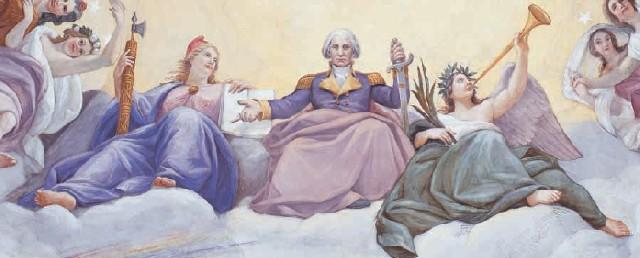
L'Apoteosi di Washington, affresco di Costantino Brumidi, cupola del Campidoglio.

La religione civile americana (in inglese American civil religion, ACR) è una teoria sociologica secondo la quale esiste, negli Stati Uniti d'America, una dimensione di natura quasi-religiosa e non settaria che pervade la sfera politica e la vita pubblica del Paese. Al pari di molte religioni, questa fede civile si serve di un sistema di simboli sacri, credenze, rituali tratti dalla storia nazionale e rafrorzano la coesione sociale. Dal XIX secolo, gli studiosi l'hanno descritta come una forza coesiva, un insieme comune di valori che favoriscono l'integrazione sociale e culturale. Nell'articolo Civil Religion in America del 1976, il sociologo statunitense Robert Bellah sostiene che gli statunitensi abbracciano una comune religione civile con determinate credenze, valori, festività e rituali fondamentali in parallelo o a prescindere dalla propria fede religiosa.
L'articolo di Bellah divenne presto il tema principale delle conferenze di sociologia religiosa e furono scritti numerosi articoli e libri sull'argomento. Il dibattito raggiunse il culmine con la celebrazione del Bicentenario statunitense nel 1976.

## Teoria

### Religione civile
Il filosofo francese Alexis de Tocqueville credeva che il cristianesimo fosse la fonte dei principi fondamentali della democrazia liberale e l'unica religione in grado di mantenere la libertà in un'epoca democratica. Era profondamente consapevole dell'odio reciproco tra cristiani e liberali nella Francia del XIX secolo, con radici nell'Illuminismo e nella rivoluzione francese. In Francia, il cristianesimo si alleò con l'Ancien Régime prima del 1789 e con la restaurazione borbonica reazionaria del 1815-1830. Tuttavia, Tocqueville affermò che il cristianesimo non era un antagonista alla democrazia negli Stati Uniti, dove era invece un baluardo contro le tendenze all'individualismo e al materialismo che avrebbero portato all'ateismo e alla tirannia.
L'illuminista Jean-Jacques Rousseau, nell'ottavo capitolo del libro IV de Il contratto sociale (1762), propose l'istituzione di una 'religione civile' incentrata sull'educazione del cittadino all'amore esclusivo per la patria e al rispetto delle leggi. Secondo Rousseau, alla base di una religione civile vi erano l’esistenza di Dio e di una vita dopo la morte, la ricompensa della virtù e la punizione del vizio, l'esclusione dell'intolleranza religiosa.
Nel 1749, in The proposals relating the education of youth in Pennsylvania, Benjamin Franklin sostenne "la necessità di una religione pubblica in funzione della sua pubblica utilità" da inculcare ai giovani attraverso l'insegnamento della storia.

### Religione civile americana

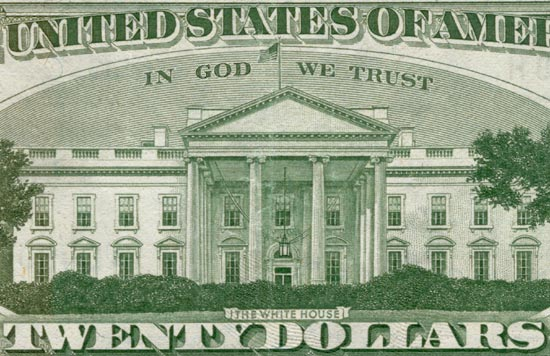
In God We Trust sul rovescio della banconota da venti dollari.

Secondo Bellah, la presenza di "Dio" nella politica statunitense risale alla guerra d'indipendenza e alla nascita degli Stati Uniti: nel suo primo discorso inaugurale del 30 aprile 1789, George Washington aveva fatto esplicito riferimento a Dio in quanto "mano invisibile" che conduce gli affari degli uomini, come colui che ha stabilito le regole da rispettare in Terra e che gestisce il consiglio delle nazioni. Le parole e gli atti dei padri fondatori e dei primi presidenti diedero forma e tono alla religione civile americana, ma non fecero mai riferimento a Gesù o ad altre figure del cristianesimo.
Bellah sostiene che il Dio della religione civile non è solo piuttosto "unitario" ma è molto più legato all'ordine, alla legge e al diritto piuttosto che alla salvezza e all'amore: è un Dio attivamente interessato e coinvolto nella storia, con una preoccupazione speciale per gli USA che diventano quindi una sorta di "Israele statunitense". Nel suo secondo discorso inaugurale, Thomas Jefferson fece un parallelismo tra il popolo statunitense, fuggito dall'Europa e insediatosi negli USA, e il popolo eletto, quello ebraico, fuggito dall'Egitto verso la Terra promessa, come raccontato nell'Esodo.
In riferimento al discorso di insediamento di John Fitzgerald Kennedy del 20 gennaio 1961, Bellah fa notare l'utilizzo della parola "God", Dio, senza alcun collegamento specifico ad una particolare religione cristiana e nonostante la separazione Stato-chiesa. Dio è colui che ha conferito i diritti all'uomo e rappresenta un elemento comune alla grande maggioranza degli Statunitensi, che ha sempre svolto un ruolo cruciale nello sviluppo delle istituzioni statunitensi, fornendo una dimensione religiosa alla politica e alla vita statunitensi e creando di fatto una religione civile.
Bellah sostiene inoltre che gli statunitensi siano arrivati a vedere il documento della Costituzione degli Stati Uniti, insieme alla Dichiarazione d'indipendenza e al Bill of Rights, come pietre miliari di un tipo di religione civile o politica.
Il sociologo politico Anthony Squiers sostiene che questi testi agiscono come la "sacra scrittura" della religione civile americana perché sono usati come simboli autorevoli in quella che chiama la "politica del sacro". Tale concetto, secondo Squiers, è "il tentativo di definire e dettare ciò che è in accordo con il sacro religioso civile e ciò che non lo è. È una battaglia per definire ciò che può e non può essere e ciò che deve e non deve essere tollerato e accettato nella comunità, in base alla sua relazione con ciò che è sacro per quella comunità."
La nazione fornisce ruoli centrali quasi religiosi ai suoi presidenti e onori ai suoi martiri, come Abraham Lincoln e come i soldati uccisi nella guerra civile americana. Gli storici hanno notato il ricorso, a livello presidenziale. della retorica della religione civile in particolari frangenti storici, profondamente sensibili, come la seconda guerra mondiale, il Movimento per i diritti civili degli afroamericani, e gli attentati dell'11 settembre 2001.

### Quattordici principi
In un'indagine su più di cinquant'anni di studi sulla religione civile americana, Squiers identifica quattordici principi:
1. Pietà filiale;
2. Reverenza verso determinati testi e simboli sacri come la Costituzione, la Dichiarazione d'indipendenza e la bandiera;
3. La santità delle istituzioni statunitensi;
4. La fede in Dio o in una divinità;
5. L'idea che i diritti sono dati divinamente;
6. La nozione che la libertà viene da Dio attraverso il governo;
7. L'autorità governativa viene da Dio o da un'autorità trascendente superiore;
8. La convinzione che Dio possa essere conosciuto attraverso l'esperienza statunitense;
9. Dio è il giudice supremo;
10. Dio è sovrano;
11. La prosperità degli Stati Uniti deriva dalla provvidenza di Dio;
12. Gli USA sono una "città su una collina" o un faro di speranza e rettitudine;
13. Il principio della morte e della rinascita sacrificali;
14. Gli Stati Uniti hanno uno scopo più alto degli interessi personali;

Squiers ha inoltre scoperto che non ci sono differenze statisticamente significative nella quantità di linguaggio religioso civile statunitense tra democratici e repubblicani, in carica e non in carica, né tra candidati presidenziali e vicepresidenti.
Questo sistema di credenze è stato storicamente utilizzato per rifiutare idee e gruppi anticonformisti. Teorici come Bellah sostengono che la religione civile americana può svolgere le funzioni religiose di integrazione, legittimazione e profezia, mentre altri teorici, come Richard Fenn, non sono d'accordo.

## Sviluppo
La maggior parte degli studiosi della religione civile americana segue l'interpretazione di base di Robert Bellah ed Émile Durkheim. Altri contributi allo studio della religione civile americana sono stati dati dal filosofo John Dewey con A Common Faith (1934) e dal sociologo Robin Murphy Williams, che, in  American Society: A Sociological Interpretation (1951), descrive una "religione comune" negli USA: vi è poi l'antropologo e sociologo William Lloyd Warner, con le sue analisi sulle celebrazioni del Memorial Day in "Yankee City" (1953), e lo storico Martin Marty, con la "Religione in generale" (1959); il teologo Will Herberg e l'"American Way of Life " (1960, 1974); lo storico Sidney Mead e la "Religione della Repubblica" (1963); e lo scrittore britannico Gilbert Keith Chesterton, secondo cui gli Stati Uniti sono "l'unica nazione [...] fondata su un credo" e "una nazione con l'anima di una chiesa".
Diversi storici, come Yehoshua Arieli, Daniel Boorstin e Ralph Gabriel", valutarono la dimensione religiosa del 'nazionalismo', del 'credo americano', della 'religione culturale' e della 'fede democratica'.
Il sociologo Seymour Martin Lipset ha fatto riferimento all'"americanismo" e al "credo americano" per caratterizzare un insieme distinto di valori che gli statunitensi sostengono con un fervore quasi religioso.
Secondo gli scienziati sociali Ronald Wimberley e William Swatos, sembra esserci un fermo consenso tra gli studiosi riguardo alla particolare natura religiosa di una parte dell'americanismo che può essere definita religione civile. Ma questa natura religiosa è meno significativa della "religione universale trascendente della nazione" di cui hanno scritto intellettuali francesi della fine del XVIII secolo come Jean-Jacques Rousseau e Alexis de Tocqueville.

### Prove a sostegno della teoria di Bellah
Ronald Wimberley e altri ricercatori hanno effettuato ampie indagini e studi di analisi fattoriale che hanno dato sostegno all'argomentazione di Bellah secondo cui la religione civile è un fenomeno culturale distinto all'interno della società statunitense che non è incarnato nella politica statunitense o nella religione confessionale.
Esempi di credenze religiose civili si riflettono nelle affermazioni citate nella ricerca come:
- "Oggi l'America è la nazione scelta da Dio".
- "L'autorità di un presidente [...] viene da Dio."
- "La giustizia sociale non può essere basata solo sulle leggi, ma deve venire anche dalla religione".
- "Dio può essere conosciuto attraverso le esperienze del popolo americano"
- "Le feste come il 4 luglio sono religiose oltre che patriottiche"[18]
- "Dio benedica l'America"

Ricerche successive hanno cercato di determinare la figura del religioso civile. In uno studio del 1978 di James Christenson e Ronald Wimberley, i ricercatori hanno scoperto che un'ampia sezione trasversale di cittadini statunitensi ha credenze religiose civili. In generale, però, i laureati e i liberali politici o religiosi sembrano esserlo un po' meno. Protestanti e cattolici hanno lo stesso livello di religiosità civile. Le religioni create negli Stati Uniti, come il movimento dei Santi degli ultimi giorni, l'avventismo e il pentecostalismo, hanno la più alta religiosità civile. Ebrei, unitari e coloro che non hanno preferenze religiose hanno la religiosità civile più bassa. Anche se ci sono variazioni nei punteggi, si scopre che la "grande maggioranza" degli statunitensi condivide i tipi di credenze religiose civili trattati da Bellah.
Ulteriori ricerche hanno evidenziato che la religione civile gioca un ruolo nelle preferenze delle persone per i candidati e le posizioni politici. Nel 1980 Ronald Wimberley scoprì che le credenze religiose civili erano più importanti della lealtà a un partito politico nel prevedere il sostegno a Nixon rispetto al democratico George McGovern, considerando un campione formato da alcuni frequentatori della chiesa ogni domenica mattina intervistati vicino alla data delle elezioni e un gruppo generale di residenti nella stessa comunità. Nel 1982 James Christenson e Ronald Wimberley scoprirono che la religione civile era seconda solo all'occupazione nel predire le opinioni politiche di una persona.
Coleman ha sostenuto che la religione civile è un tema diffuso nella storia, affermando che tipicamente si evolve in tre fasi: indifferenziazione, sponsorizzazione statale nel periodo della modernizzazione, differenziazione. La sua tesi viene sostenuta con dati storici comparativi provenienti da Giappone, Impero romano, Unione Sovietica, Turchia, Francia e Stati Uniti.

## Tematiche

### Rivoluzione americana
La rivoluzione americana è la principale fonte della religione civile. Fino allo scoppio della guerra di secessione, la rivoluzione fu vista come l'atto finale dell'Esodo dalle vecchie terre dell'Europa e George Washington era leader scelto da Dio come Mosè che aveva guidato il suo popolo fuori dalle mani della tirannia.
Nel libro Sons of the Fathers: The Civil Religion of the American Revolution si afferma che la rivoluzione conferì ruoli religiosi ad altre importanti figure: profeti come Thomas Jefferson e Thomas Paine, apostoli come John Adams e Benjamin Franklin, martiri come le vittime del massacro di Boston e Nathan Hale, diavoli come Benedict Arnold e gli assiani, luoghi sacri come l'Independence Hall e Valley Forge, rituali come l'innalzamento del palo della libertà ,simboli come la bandiera di Betsy Ross, feste sacre come il Giorno dell'Indipendenza e sacre scritture basate sulla Dichiarazione d'indipendenza e sulla Costituzione.

### Cerimonie nei primi anni della Repubblica
I leader del Partito Federalista erano consapevoli della necessità di rafforzare l'identificazione degli elettori con il loro partito. Le elezioni rimanevano di importanza centrale, ma per il resto dell'anno politico venivano usate celebrazioni, parate, festival e sensazionalismo visivo. Furono impiegati molteplici festeggiamenti, parate e persino pellegrinaggi semi-religiosi e giorni "sacri" che furono incorporati nella religione civile americana. George Washington fu sempre l'eroe del partito, e dopo la sua morte divenne una sorta di semidio che guarda dal cielo per infondere le sue benedizioni al partito.
Il 4 luglio divenne un giorno semi-sacro, uno status ancora mantenuto nel XXI secolo. La sua celebrazione a Boston proclamò il patriottismo nazionale anziché locale e incluse orazioni, cene, adunate della milizia, parate, bande musicali, carri allegorici e fuochi d'artificio. Nel 1800, il 4 luglio era strettamente identificato con il partito federalista. I repubblicani erano infastiditi e organizzavano le proprie celebrazioni nella festa dell'indipendenza, con sfilate rivali a volte in conflitto tra loro. Ciò generò ancora più eccitazione e folle più grandi. Dopo il crollo dei Federalisti a partire dal 1815, il 4 luglio divenne una festa apartitica.

### Presidente come leader religioso
Secondo Bellah, la cerimonia di insediamento di un presidente statunitense rappresenta un importante evento cerimoniale della religione civile e riafferma la legittimazione religiosa della massima autorità politica degli USA.
Dai tempi di George Washington i presidenti hanno assunto uno dei numerosi ruoli nella religione civile americana, e quel ruolo ha contribuito a plasmare la presidenza. Linder sostiene che:
( Robert D. Linder, Universal pastor: President Bill Clinton's civil religion, in Journal of Church and State, vol. 38, n. 4, autunno 1996,  pp. 733-749.)

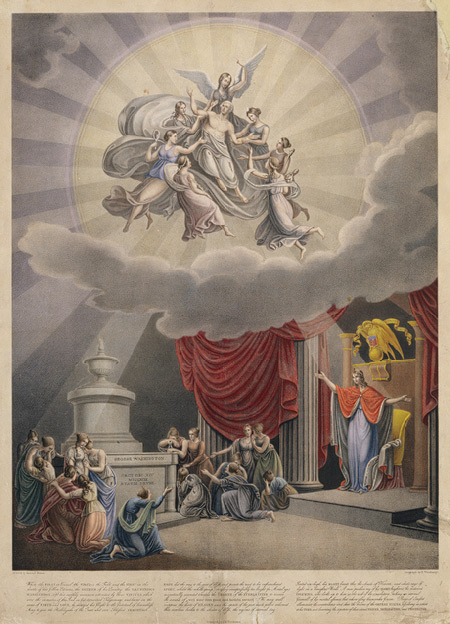
Apotheosis of George Washington, litografia del 1860, Metropolitan Museum of Art, New York.

Charles W. Calhoun sostiene che negli anni ottanta del XIX secolo i discorsi del presidente Benjamin Harrison mostravano uno stile retorico che abbracciava la religione civica americana. Harrison era un leader la cui applicazione dell'etica cristiana alle questioni sociali ed economiche aveva aperto la strada al Vangelo sociale, al Movimento progressista e a un clima nazionale di accettazione dell'azione del governo per risolvere i problemi sociali.
Linder sostiene che il senso della religione civile del presidente Bill Clinton era basato sulle sue origini battiste nell'Arkansas. Il commentatore William Safire osservò della campagna presidenziale del 1992 che: "Mai il nome di Dio è stato invocato così frequentemente, e mai questa o nessuna nazione è stata benedetta in modo così completo e sistematico". I discorsi di Clinton avevano incorporato una terminologia religiosa che implicava il ruolo del pastore piuttosto che del profeta o del sacerdote. Con una prospettiva universalistica, non aveva fatto una netta distinzione tra il domestico e l'estero nel presentare la sua visione di una comunità mondiale di fede civile. 
Brocker sostiene che gli Europei hanno spesso interpretato erroneamente la politica del presidente George W. Bush (2001-2009) come direttamente ispirata al fondamentalismo protestante. Tuttavia, nei suoi discorsi Bush aveva usato per lo più metafore e immagini religiose civili e raramente un linguaggio specifico di qualsiasi confessione cristiana. La sua politica estera, dice Bocker, era basata sugli interessi di sicurezza statunitensi e non su alcun insegnamento fondamentalista.
Hammer afferma che Barack Obama, nei suoi discorsi durante la campagna elettorale del 2008, ritraeva la nazione statunitense come un popolo unito da una fedeltà condivisa nel Credo statunitense e santificato dal simbolismo di una religione civile americana.

### Simbolismo della bandiera americana

Bandiera degli Stati Uniti.

Secondo Adam Goodheart, il significato moderno della bandiera degli Stati Uniti d'America, e la reverenza di molti statunitense nei suoi confronti, è stato forgiato dalla lotta del maggiore unionista Robert Anderson in difesa della bandiera nella battaglia di Fort Sumter, che scatenò la guerra civile americana nel aprile 1861. Durante la guerra la bandiera fu usata in tutta l'Unione per simboleggiare il nazionalismo statunitense e il rifiuto del secessionismo. Goodheart spiega che la bandiera è stata trasformata in un sacro simbolo di patriottismo:
( Adam Goodheart, 1861: The Civil War Awakening, Vintage Books, 2011,  p. 22, ISBN 9781400032198.)

### Pledge of Allegiance
Matthew W. Cloud ha esamina le principali decisioni della Corte Suprema riguardanti il Pledge of Allegiance, incluse le sentenze contraddittorie Minersville School District v. Gobitis (1940) e West Virginia State Board of Education v. Barnette (1943). Sostiene che il Pledge è stato cambiato nel 1954 durante la Guerra Fredda per incoraggiare gli scolari a rifiutare la filosofia atea del comunismo affermando la fede in Dio.
Adam Gamoran sostiene che la religione civile nelle scuole pubbliche può essere vista in rituali quotidiani come il giuramento di fedeltà, nelle osservanze festive, con attività quali musica e arte e negli studi sociali, di storia e nei curricula inglesi. La religione civile nelle scuole svolge un duplice ruolo: socializza i giovani a un insieme comune di intese, ma mette in luce anche sottogruppi di statunitensi le cui origini o credenze impediscono loro di partecipare pienamente alle cerimonie religiose civili.

### Soldati e veterani
Una dimensione importante è il ruolo dei soldati, pronti a sacrificare la propria vita per preservare la nazione. Sono commemorati in molti monumenti e giorni semi-sacri, come il Veterans Day e il Memorial Day. Lo storico Jonathan Ebel sostiene che il "soldato-salvatore" è una sorta di Messia, che incarna la sintesi della religione civile, e gli ideali cristiani di sacrificio e redenzione. In Europa sono presenti numerosi cimiteri esclusivamente per i soldati statunitensi che hanno combattuto nelle due guerre mondiali, diventati spazi sacri.
I pacifisti hanno mosso alcune aspre critiche. Ad esempio, Kelly Denton-Borhaug, scrivendo dalla tradizione di pace morava, sostiene che il tema del "sacrificio" ha alimentato l'ascesa di quella che lei chiama "cultura di guerra degli Stati Uniti". Il risultato è una distrazione da ciò che lei considera il militarismo e la condotta immorale, oppressiva e barbara nella guerra globale statunitense al terrorismo. Tuttavia, alcune confessioni protestanti come le Chiese di Cristo, si sono in gran parte allontanate dal pacifismo per dare maggiore sostegno al patriottismo e alla religione civile.

### Minoranze etniche
L'argomento di Bellah riguarda le credenze tradizionali, ma altri studiosi hanno esaminato le minoranze al di fuori del mainstream, e tipicamente diffidate o disprezzate dal mainstream, che hanno sviluppato la propria versione della religione civile degli Stati Uniti.
Wilson, notando la centralità storica della religione nell'identità degli Stati Uniti meridionali, sostiene che quando il sud bianco era al di fuori del mainstream nazionale alla fine del XIX secolo, ha creato una propria religione civile comune e pervasiva con mitologia, rituali e organizzazione. Wilson dice che la "causa perduta della Confederazione", cioè la sconfitta della Confederazione nella "santa" guerra civile, ha lasciato alcuni meridionali ad affrontare la colpa, il dubbio e il trionfo di ciò che percepiscono come il male: in altre parole, hanno creato un senso tragico della vita.

#### Afroamericani
Woodrum e Bell sostengono che gli afroamericani siano meno religiosi civili rispetto ai bianchi e che tra i bianchi e i neri operino diversi predittori della religione civile. Ad esempio, la religione convenzionale influenza positivamente la religione civile dei bianchi ma influenza negativamente quella dei neri. Woodrum e Bell interpretano questi risultati come un prodotto dell'etnogenesi e del separatismo religiosi afroamericani.

#### Nippo-americani
Iwamura sostiene che i pellegrinaggi fatti dai nippo-americani ai siti dei campi di internamento statunitensi della seconda guerra mondiale hanno portato ad una versione giapponese statunitense della religione civile. A partire dal 1969 il reverendo Sentoku Maeda e il reverendo Soichi Wakahiro iniziarono i pellegrinaggi al sito storico nazionale di Manzanar in California. Questi pellegrinaggi includevano letture di poesie, musica, eventi culturali, un appello di ex internati e una cerimonia non confessionale con ministri protestanti e buddisti, sacerdoti cattolici e shintoisti. L'evento è progettato per rafforzare i legami culturali nippo-americani e per garantire che tali ingiustizie non si ripetano mai più.

#### Messicano-statunitensi
Secondo León, il leader laburista messicano-statunitense César Chávez, in virtù delle festività, dei francobolli e di altre commemorazioni delle sue azioni, è di fatto diventato un "santo" nella religione civile americana. Chavez fu cresciuto nella tradizione e nella retorica cattoliche. I suoi "atti sacri", le sue pratiche politiche espresse negli insegnamenti cristiani, divennero influenti per il fiorente movimento chicano e rafforzarono il suo fascino. Agendo sulle sue convinzioni morali con mezzi non violenti, Chávez si è santificato nella coscienza nazionale, sostiene León.

## Testi sacri

I documenti della fondazione degli USA esposti agli Archivi Nazionali.

La lingua, la retorica e i valori cristiani aiutarono i coloni a percepire il loro sistema politico come superiore alla monarchia britannica. I sermoni dei ministri furono strumentali nel promuovere il patriottismo e nel motivare i coloni ad agire contro i mali e la corruzione del governo britannico. Insieme al tono semi-religioso talvolta adottato da predicatori e leader come George Washington, e all'idea che Dio favorisse la causa dei patrioti, ciò rendeva i documenti dei Padri Fondatori adatti come testi semi-sacri.
Il Palazzo degli Archivi Nazionali degli Stati Uniti d'America di Washington conserva e mostra la Dichiarazione d'indipendenza, la Costituzione e la Carta dei Diritti, documenti definiti come "Carte della Libertà" (in inglese Charters of Freedom). Pauline Maier descrive questi testi come custoditi in massicce vetrine con una cornice in bronzo. Mentre scienziati politici, sociologi e giuristi studiano la Costituzione e come viene utilizzata nella società statunitense, d'altra parte, gli storici si preoccupano di studiare tali documenti in base a un determinato periodo, luogo e contesto storico. Sarebbe anacronistico per loro guardare i documenti delle "Carte della Libertà" e vedere la moderna "religione civica" americana a causa di "quanto gli americani hanno trasformato documenti molto secolari e temporali in scritture sacre". All'inizio, nel 1776, non doveva essere affatto così.

Rovescio del Gran sigillo degli USA.

Nel 1782, quando venne adottato il Gran Sigillo degli Stati Uniti, sul rovescio erano presenti la data della Dichiarazione di Indipendenza e l'iscrizione in latino Novus ordo seclorum per indicare l'inizio della "nuova era americana" sulla Terra. Sebbene la locuzione latina non si traduca come "secolare", non si riferisce nemmeno a un nuovo ordine dei cieli. È un riferimento alle generazioni della società dell'emisfero occidentale, ai milioni di generazioni a venire.
Anche dal punto di vista di una nuova nazione solo dieci o vent'anni dopo la stesura della Costituzione, gli stessi artefici differivano nelle loro valutazioni del suo significato. Washington nel suo discorso d'addio supplicò che "la Costituzione sia sacralmente mantenuta". Fece eco a Madison nel numero 49 di Federalist che la "venerazione" cittadina della Costituzione potrebbe generare la stabilità intellettuale necessaria per mantenere anche i "governi più saggi e più liberi" in mezzo a lealtà contrastanti. Ma c'è anche una ricca tradizione di dissenso dal "culto della Costituzione". Nel 1816, Jefferson scrisse che "alcuni uomini guardano le costituzioni con riverenza bigotta e le considerano come l'Arca dell'Alleanza, troppo sacra per essere toccata". Ma vedeva delle imperfezioni e immaginava che potenzialmente potessero essercene altre, credendo come lui che "anche le istituzioni devono progredire".
Per quanto riguarda la Costituzione degli Stati Uniti d'America, la posizione della Chiesa di Gesù Cristo dei santi degli ultimi giorni è che si tratta di un documento ispirato da Dio:
(Dottrina e Alleanze, sezione 101, versetto 80)

## Identità statunitense
L'identità statunitense ha una connessione ideologica con queste "Carte della Libertà". Samuel P. Huntington discute le connessioni comuni per la maggior parte dei popoli negli stati-nazione, un'identità nazionale come prodotto di etnia, discendenza, esperienza, lingua, cultura e religione comuni. Levison sostiene:
( Sanford Levinson, Constitutional Faith, Princeton UP, 2011,  p. 95, ISBN 978-0691152400.)
Il credo, secondo Huntington, è composto da:
- Diritti individuali,
- Governo della maggioranza
- Un ordine costituzionale con potere governativo limitata

L'indipendenza statunitense dal Regno Unito non si basava sulla differenza culturale, ma sull'adozione di principi contenuti nella Dichiarazione. Whittle Johnson in The Yale Review vede una sorta di comunità della libertà secondo la legge che, "trascendendo i legami 'naturali' di razza, religione e classe, assume essa stessa un'importanza trascendente"
Diventare un cittadino degli Stati Uniti richiede il superamento di un test che copre una comprensione di base della Dichiarazione, della Costituzione degli Stati Uniti e del Bill of Rights, e il giuramento alla Costituzione degli Stati Uniti. Hans Kohn ha descritto la Costituzione degli Stati Uniti come "diversa da qualsiasi altra: rappresenta la linfa vitale della nazione statunitense, il suo simbolo e la sua manifestazione suprema È così intimamente saldata con l'esistenza nazionale stessa che le due sono diventate inseparabili". Secondo Huntington, l'abolizione della Costituzione porterebbe all'abolizione degli Stati Uniti, "distruggerebbe le basi della comunità, eliminando la nazione, [effettuando] ... un ritorno alla natura".
Come per sottolineare la mancanza di una "fede" alternativa alla nazione statunitense, Thomas Gray nel suo articolo The Constitution as scripture ha messo a confronto quelle società tradizionali con governanti nominati da Dio e dal mandato celeste per la coesione sociale con quella degli Stati Uniti. Ha inoltre citato l'articolo VI comma 3 della Costituzione statunitense:
Secondo Gray, ciò rappresentò una rottura importante non solo con la passata tradizione anglicana britannica che univa l'autorità dello Stato con quella della religione, ma anche con quella della maggior parte degli Stati degli USA quando fu scritta la Costituzione.